# Вниз схилом
«Вниз схилом» (англ. Downhill; альтернативна названа — When Boys Leave Home) — німий фільм режисера Альфреда Гічкока, знятий в 1927 році за однойменною п'єсою Констанс Кольєр і Айвора Новелло, об'єднаних псевдонімом Давід л'Етранж.

## Сюжет
Учня елітної школи Родді Бервіка через непорозуміння звинувачують у крадіжці. Шкільна влада виганяє його, батько не хоче його більше бачити. На щастя, померла родичка залишає йому невелику спадщину, але недосвідчений молодик потрапляє до рук спритних шахраїв: напівкуртизанки-напівактриси та її коханця, які дуже швидко залишають його без копійки у кишені…

## У ролях
- Айвор Новело — Родді Берік
- Робин Ервін — Тім Вейклі
- Ізабель Джинс — Джулія
- Ієн Гантер — Арчі
- Норман Маккіннел — сер Томас Берік
- Аннетт Бенсон — Мейбл
- Сібіл Роуда — Сібіл Вейклі
- Ліліан Брейтуейт — леді Берік
- Вайолет Фейрбрадер — поетеса
- Бен Вебстер — доктор Доусон
- Ганна Джонс — швачка
- Джерролд Робертшо — священик Генрі Вейклі
- Барбара Готт — мадам Міше
- Елф Годдар — швед
- Дж. Нелсон — Гібберт
- Дейзі Джексон — офіціантка